# Maniben Patel
Pour les articles homonymes, voir Patel.

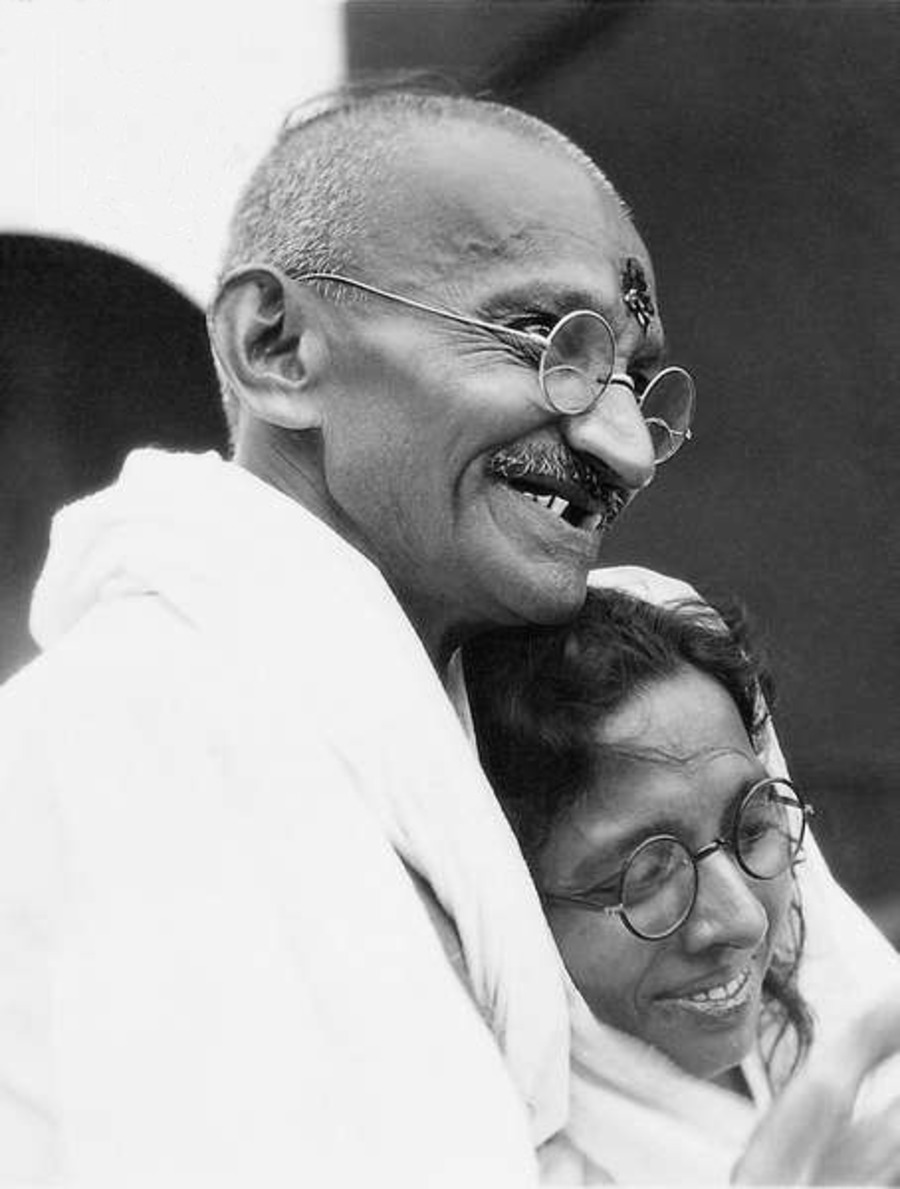
Le Mahatma Gandhi et Maniben Patel en 1931.

Maniben Patel, née le 3 avril 1903 à Karamsad (Inde) et morte le 26 mars 1990, est une femme politique indienne. Elle milite pour l'indépendance de l'Inde puis est élue députée.

## Biographie
Maniben Patel est la fille de l'homme politique Vallabhbhai Patel. Formée à Bombay, elle adopte les enseignements du Mahatma Gandhi en 1918 et commence à travailler dans son ashram d'Ahmedabad.
Elle participe au mouvement de non-coopération ainsi qu'à la marche du sel et est emprisonnée pendant de longues périodes. Dans les années 1930, elle devient l'assistante de son père, s'occupant notamment de ses affaires personnelles. En raison de son militantisme pour l'indépendance de l'Inde et de sa participation au mouvement Quit India, elle est de nouveau emprisonnée de 1942 à 1945, dans la prison centrale de Yerwada. Elle travaille pour son père jusqu'à sa mort, en 1950. Après avoir par la suite déménagé à Mumbai, elle s'investit pour le reste de sa vie dans de nombreuses organisations caritatives et pour le Sardar Patel Memorial Trust (en). Elle a écrit un livre sur la vie de son père.
Elle a été vice-présidente du comité du congrès provincial du Gujarat. Plus tard, elle est élue députée, représentant la circonscription de South Kaira dans la première législature de la Lok Sabha (1952-1957), puis dans celle d'Anand pour la deuxième législature (1957-1962). Elle a également été secrétaire (1953-1956) et vice-présidente (1957-1964) du Congrès de l'État du Gujarat. Elle est élue à la Rajya Sabha en 1964, où elle siège jusqu'en 1970. On ne sait pas si elle était membre du Parti du Congrès, du Parti Swatantra ou du NCO – le groupe parlementaire du Premier ministre Morarji Desai. Ces deux dernières formations étaient puissantes au Gujarat entre 1967 et 1971. Lorsque la Première ministre Indira Gandhi instaure l'état d'urgence dans la seconde partie des années 1970, elle s'éloigne de cette dernière. En 1977, elle est élue à la Lok Sabha sous les couleurs du Janata Party, qui s'était opposé à l'état d'urgence.
Elle a collaboré avec plusieurs institutions éducatives, dont le Gujarat Vidyapith (en), Vallabh Vidyanagar (en), Bardoli Ashram et le Navajivan Trust (en) avant sa mort, en 1990.
En 2011, le Sardar Vallabhbhai Patel Memorial Trust entreprend un projet de publication de son journal, en collaboration avec Navajivan Publications,.

## Ouvrage
- Inside Story of Sardar Patel: The Diary of Maniben Patel, 1936-50, éd. Prabha Chopra. Vision Books, 2001.  (ISBN 81-7094-424-4).